# 1018 Арнольда
1018 Арнольда (1924 QM, 1926 VK, 1952 BV1, 1018 Arnolda) — астероїд головного поясу, відкритий 3 березня 1924 року.
Тіссеранів параметр щодо Юпітера — 3,390.